# Endless Story
Singles de Reira starring Yuna Ito
Truth
(2006)
Singles par Yuna Ito
Faith / Pureyes
(2006)
Endless Story est le 1ersingle de Yuna Itō sorti sous le label Sony Music Entertainment Japan le 7 septembre 2005 au Japon. C'est le premier single sous le nom Reira starring Yuna Ito. Il atteint la 2e place du classement de l'Oricon. Il se vend à 67 092 exemplaires la première semaine, et reste classé pendant 53 semaines, pour un total de 471 974 exemplaires vendus. En 2005, à la 1re place se trouve Glamorous Sky de Mika Nakashima. C'est en 2006, que les ventes de Endless Story dépassent celles de Glamorous Sky, et que le single de Yuna Itō se retrouve à la première place de l'Oricon. Endless Story est nommée "Meilleure chanson d'amour de l'année 2005" par le magazine Oricon. C'est également la chanson la plus téléchargé légalement d'une artiste féminine lors de ses débuts. C'est le single le plus vendu de Yuna Itō à ce jour.
Endless Story et Journey ont été utilisés pour le film NANA dans lequel Yuna Itō incarne le personnage de Reira Serizawa. Endless Story est présente sur l'album Heart et sur la compilation Love.

## Reprises
Endless Story a été reprise par Hideaki Tokunaga en 2007, sur l'album Vocalist 3; par Saya Chang sous le nom Xiang Nian Ni De Ge; et en 2008 par Janice Vidal, sur l'album cantonais Serving You.

## Liste des titres
| 1. | Endless Story                | Dawn Ann Thomas       | Dawn Ann Thomas, HΛL | 5:04 |
| 2. | Journey                      | Nishio, Tasuku Eiko   | Nakano Yuuta         | 5:24 |
| 3. | Endless Story (Instrumental) | Dawn Ann Thomas, ATS- | Dawn Ann Thomas, HΛL | 5:04 |
| 4. | Journey (Instrumental)       | Nishio, Tasuku Eiko   | Nakano Yuuta         | 5:22 |